# Cyclophora mediofasciata
Cyclophora mediofasciata là một loài bướm đêm trong họ Geometridae.